# Последното пътуване на Деметра
„Последното пътуване на Деметра“ (на английски: The Last Voyage of the Demeter) е американски свръхестествен филм на ужасите от 2023 г. на режисьора Андре Овредал, по сценарий на Бради Шът и Зак Олкевиц. Той е адаптация на The Captain's Log, глава на романа „Дракула“ от 1897 г., написан от Брам Стокър. Във филма участват Кори Хоукинс, Аслинг Франчози, Лиъм Кънингам и Дейвид Дастмалчиан.
„Последното пътуване на Деметра“ излиза по кината в Съединените щати на 11 август 2023 г. от „Юнивърсъл Пикчърс“.

## Актьорски състав
- Кори Хокинс – Клемънс
- Аслинг Франчоси – Ана
- Лиъм Кънингам – Капитан Елиът
- Дейвид Дастмалчиан – Войчек
- Хавиер Ботет – Дракула
- Уди Норман – Тоби, внук на Елиът
- Джон Джон Брионес – Джоузеф
- Стефан Капичич – Олгарен
- Николай Николаеф – Петровски
- Мартин Фурулънд – Ларсен
- Крис Уоли – Ейбрамс
- Николо Пасети – Хърш[4]
- Сали Рийв – Хазяйката